# جيرد باومان
جيرد باومان (بالألمانية: Gerd Baumann) (و. 1967 – م) هو ملحن من ألمانيا. ولد في فورشهايم.

## وصلات خارجية
- جيرد باومان على موقع IMDb (الإنجليزية)
- جيرد باومان على موقع قاعدة بيانات الأفلام العربية
- جيرد باومان على موقع ألو سيني (الفرنسية)
- جيرد باومان على موقع ميوزك برينز (الإنجليزية)
- جيرد باومان على موقع أول موفي (الإنجليزية)
- جيرد باومان على موقع ديسكوغز (الإنجليزية)
- جيرد باومان على موقع قاعدة بيانات الفيلم (الإنجليزية)
- جيرد باومان على موقع كينوبويسك (الروسية)